# Yūichirō Kamiyama
Pour les articles homonymes, voir Kamiyama (homonymie).
Yūichirō Kamiyama (神山 雄一郎, Kamiyama Yūichirō, né le 7 avril 1968 à Oyama) est un coureur cycliste japonais, spécialiste de la piste et principalement du keirin. Il est notamment vice-champion du monde de vitesse en 1989.

## Biographie
Yūichirō Kamiyama passe professionnel sur le circuit japonais de keirin en 1988. Un an plus tard, il fait son apparition dans la plus haute catégorie, la « Classe S », dans laquelle il reste de manière ininterrompu pendant 35 ans et neuf mois, ce qui constitue un record (Le précédent record du plus long mandat consécutif en Classe S était de 34 ans pour Misao Hagiwara). Il détient également le record d'avoir participé à 2931 courses de keirin, avec ces 909 victoires, dont 844 en classe S. Parmi elles, 16 ont été dans des tests G1. Il possède également un record de 16 participations au Grand Prix de Keirin, dont 11 consécutives, entre 1991 et 2001.
Cependant, en raison de mauvais résultats en course et d'une disqualification, il est finalement officiellement décidé qu'au premier semestre 2025, il serait rétrogradé en Classe A. Le 23 décembre 2024 , il remporte sa 909e victoire au total lors de la dernière course de Classe S. Le lendemain, il annonce prendre sa retraite à l'âge de 56 ans.
Au cours de sa carrière, il accumule un total de prix de 2 938 301 609 yens, le montant le plus élevé de l'histoire, ce qui correspond à la somme colossale de 17,9 millions d'euros.
Il est également été membre de l'équipe du sprint japonais pendant de nombreuses années, avec laquelle il participe aux Jeux olympiques de 1996 à Atlanta et de 2000 à Sydney. Il obtient son meilleur résultat international lors des mondiaux 1989 à Lyon, où il remporte la médaille d'argent de la vitesse derrière Claudio Golinelli. Il a également remporté la vitesse aux Jeux asiatiques en 1998 et la vitesse par équipes en 2002. 

## Palmarès

### Jeux olympiques
- Atlanta 1996
  - 1er tour de la vitesse
- Sydney 2000
  - 5e de la vitesse par équipes
  - 1er tour du keirin

### Championnats du monde
- Lyon 1989
  -  Médaillé d'argent de la vitesse

### Coupe du monde
- 1995
  - 2e du kilomètre à Adélaïde
- 1997
  - 2e du keirin à Fiorenzuola
- 2003
  - 3e de la vitesse par équipes à Moscou
- 2004
  - 3e de la vitesse par équipes à	Sydney

### Jeux asiatiques
- Séoul 1986
  -  Médaillé d'argent de la course aux points
- Bangkok 1998
  -  Médaillé or de la vitesse
- Pusan 2002
  -  Médaillé or de la vitesse par équipes

### Championnats d'Asie
- Maebashi 1999
  -  Médaillé d'argent du keirin

### Championnats nationaux
- Champion du Japon du keirin en 1998, 1999 et 2000